# 함안초등학교
함안초등학교는 대한민국 경상남도 함안군 함안면 북촌리에 있는 공립 초등학교이다.

## 연혁
- 1908년 7월 1일 사립찬명학교로 개교
- 1911년 6월 1일 함안공립보통학교로 변경
- 1938년 4월 1일 함안읍내공립심상소학교로 개칭
- 1941년 4월 1일 함안읍내공립국민학교로 개칭
- 1950년 6월 1일 함안국민학교로 개칭
- 1996년 3월 1일 함안초등학교로 개칭
- 2001년 11월 8일 함안민속박물관 개관
- 2009년 5월 8일 비봉관(체육관) 개관
- 2009년 5월 9일 개교 100주년 기념행사
- 2015년 3월 1일 특수학급 신설, 7학급 편성

## 참고 자료
- 함안초등학교 - 한국교육학술정보원 학교알리미